# Merle Karusoo
Merle Karusoo, née le 1er juillet 1944 à Rae Parish, est une metteuse en scène et écrivaine estonienne. Elle est également connue pour sa collection d'écrits dédiée à faire vivre la mémoire estonienne.

## Biographie
Merle Karusoo naît à Rae Parish, en Estonie, en 1944. Elle se forme en philologie estonienne à l'Université de Tartu. Elle en sort diplômée en 1972. Elle obtient également un diplôme de l'École d'art dramatique de Tallinn, en 1976, elle y est l'élève de Voldemar Panso,. En 1999, elle soutient sa thèse de maîtrise en sociologie à l'Université pédagogique de Tallinn.
Dans les années 1980, Merle Karusoo lance un projet autour de la mémoire estonienne et elle commence à collecter des biographies de figures importantes du pays. Cette collection inspire ses créations théâtrales, notamment Kured läinud, kurjad ilmad (Les cigognes sont parties, le temps est mauvais).
À partir de 2006, elle travaille en tant que directrice du théâtre dramatique d'Estonie et du théâtre national de la jeunesse estonien, aujourd'hui connu sous le nom de théâtre de la ville de Tallinn. Son approche du théâtre est décrite comme étant relativement unique. Elle défend un angle sociologique de la mise en scène.
Merle Karusoo est aussi comme chargée de cours à l'Académie estonienne de musique et de théâtre et à l'Académie culturelle de l'Université de Tartu. Depuis 2014, elle est professeure d'arts et enseigne à l'université de Tartu.

## Récompenses et distinctions
- 1980 : Ants Lauter Prize
- 1981 : Prix Juhan Smuul pour la littérature
- 1990 : Merited Artist of the ESSR
- 2001 : Order of the White Star, IV class